# آریوومانی
آریوومانی (به انگلیسی: Arivumani) فیلمی هندی محصول سال ۲۰۰۴ و به کارگردانی ام.ای کندی است. در این فیلم بازیگرانی همچون مورالی و میرا واسودوان ایفای نقش کرده‌اند.